# Copa Mundial de Clubes de la FIFA 2019
La Copa Mundial de Clubes de la FIFA 2019 (oficialmente conocida como FIFA Club World Cup Qatar 2019 presentada por Alibaba Cloud por motivos de patrocinio) fue la decimosexta edición del torneo de fútbol más importante a nivel de clubes del mundo. Tuvo como curiosidades que se repitió la final de la Copa Intercontinental de 1981, cuando Flamengo de Brasil enfrentó a Liverpool de Inglaterra; también marcó el fin de la supremacía del Real Madrid quien había ganado las tres ediciones anteriores, y el fin de 5 años de supremacía de equipos españoles (Barcelona y Real Madrid) en la disputa por el campeonato; además fue la novena edición del torneo (desde que adopta dicha denominación) en la que participaron equipos sin palmarés.
En la final, el Liverpool venció por 1 a 0 al Flamengo en la prórroga, logrando de esta forma su primer título, siendo además el segundo equipo inglés (tras el Manchester United) en ganar la competición. El evento fue disputado en Catar por los campeones de las distintas confederaciones, más el campeón local por ser país organizador.
La victoria inglesa significó que los clubes europeos se han coronado campeones en 12 de las últimas 13 ediciones.

## Sedes
Con propuestas para expandir la Copa Mundial de Clubes, la FIFA retrasó el anuncio de un anfitrión. La FIFA anunciaría un anfitrión el 15 de marzo de 2019, aunque esto se postergó. El 28 de mayo de 2019, la FIFA comunicó que el anfitrión del torneo 2019 y 2020 sería nombrado el 3 de junio de 2019 en la reunión del Consejo de la FIFA en París, Francia.
Catar fue oficialmente anunciada como sede de los torneos de 2019 y 2020 el 3 de junio de 2019, además de servir como eventos de prueba antes de la celebración de la Copa Mundial de Fútbol de 2022.
La FIFA anunció los tres estadios sedes del torneo, junto con el calendario de partidos, el 30 de septiembre de 2019. Los 3 recintos se ubican en la ciudad de Rayán, de los cuales el Estadio Jassim bin Hamad y el Estadio Internacional Khalifa fueron sedes de encuentros en la Copa Asiática 2011, incluida la final para este último. El recién construido Estadio Ciudad de la Educación albergaba el partido final, que también será sede de la Copa Mundial de Fútbol de 2022, al igual que el Estadio Internacional Khalifa. Sin embargo, el 7 de diciembre de 2019, la FIFA trasladó los tres partidos (la segunda semifinal del 18 de diciembre, el partido por el tercer lugar y la final del 21 de diciembre) que debían jugarse en el Estadio Ciudad de la Educación, al Estadio Internacional Khalifa, después de que la apertura del Estadio Ciudad de la Educación se pospusiera para junio de 2020.
| Rayán | Catar                               | Catar                    |
| Rayán | Rayán                               | Rayán                    |
| ----- | ----------------------------------- | ------------------------ |
| Rayán | (Municipio de Rayán) (Área de Doha) |                          |
| Rayán | Estadio Internacional Khalifa       | Estadio Jassim bin Hamad |
| Rayán | Capacidad: 45 857                   | Capacidad: 15 000        |
| Rayán |                                     |                          |

## Clubes clasificados
Los equipos participantes se clasificaron a lo largo del año a través de las seis mayores competiciones continentales y la primera división del país anfitrión. En cursiva, los equipos debutantes en la competición.
| Confederación                 | Equipo             | Vía de clasificación                                  |
| ----------------------------- | ------------------ | ----------------------------------------------------- |
| Europa                        | Liverpool          | Campeón de la Liga de Campeones de la UEFA (2018-19)  |
| América del Sur               | Flamengo           | Campeón de la Copa CONMEBOL Libertadores (2019)       |
| Norte, Centroamérica y Caribe | Monterrey          | Campeón de la Liga de Campeones de la Concacaf (2019) |
| Asia                          | Al-Hilal Saudí     | Campeón de la Liga de Campeones de la AFC (2019)      |
| África                        | Espérance de Tunis | Campeón de la Liga de Campeones de la CAF (2018-19)   |
| Oceanía                       | Hienghène Sport    | Campeón de la Liga de Campeones de la OFC (2019)      |
| País Organizador (Catar)      | Al-Sadd            | Campeón de la Liga de Fútbol de Catar (2018-19)       |

## Árbitros
Los árbitros designados fueron los siguientes:
| AFC - Abdulrahman Al-Jassim - Taleb Al-Marri (asistente) - Saoud Al-Maqaleh (asistente) - Fu Ming (VAR) CAF - Mustapha Ghorbal - Mahmoud Abouelregal (asistente) - Mokrane Gourari (asistente) - Bakary Gassama (VAR) Concacaf - Ismail Elfath - Kyle Atkins (asistente) - Corey Parker (asistente) - Alan Kelly (VAR) Conmebol - Roberto Tobar - Christian Schiemann (asistente) - Claudio Ríos Ortiz (asistente) - Esteban Ostojich (VAR) UEFA - Ovidiu Haţegan - Octavian Sovre (asistente) - Sebastian Gheorghe (asistente) - Juan Martínez Munuera (VAR) - Benoît Millot (VAR) OFC - Abdelkader Zitouni (árbitro de soporte) |

## Partidos
El sorteo del torneo tuvo lugar el 16 de septiembre de 2019 a las 14:00 CEST (UTC+2), en la sede de la FIFA en Zúrich, Suiza, para decidir los enfrentamientos de la segunda ronda (entre el ganador de la primera ronda y los equipos de AFC, CAF y Concacaf) y los oponentes de los dos ganadores de la segunda ronda en las semifinales (contra equipos de Conmebol y UEFA). En el momento del sorteo, no estaban confirmados los equipos de AFC y Conmebol.

### Cuadro de desarrollo
|  | Primera ronda                     | Primera ronda                     |                                   |          | Segunda ronda                    | Segunda ronda                    |               |               | Semifinales | Semifinales |  |  | Final                             | Final                             |
|  | 11 de diciembre – Rayán (Jassim)  |                                   |                                   |          |                                  |                                  |               |               |             |             |  |  |                                   |                                   |
|  | Al-Sadd (t. s.)                   | 3                                 |                                   |          | 14 de diciembre – Rayán (Jassim) | 14 de diciembre – Rayán (Jassim) |               |               |             |             |  |  |                                   |                                   |
|  | Al-Sadd (t. s.)                   | 3                                 |                                   |          | 14 de diciembre – Rayán (Jassim) | 14 de diciembre – Rayán (Jassim) |               |               |             |             |  |  |                                   |                                   |
|  | Hienghène Sport                   | 1                                 |                                   |          | Monterrey                        | 3                                |               |               |             |             |  |  |                                   |                                   |
|  | Hienghène Sport                   | 1                                 | 18 de diciembre – Rayán (Khalifa) |          | Monterrey                        | 3                                |               |               |             |             |  |  |                                   |                                   |
|  |                                   |                                   |                                   |          | Al-Sadd                          | 2                                |               |               |             |             |  |  |                                   |                                   |
|  | Monterrey                         | 1                                 |                                   |          | Al-Sadd                          | 2                                |               |               |             |             |  |  |                                   |                                   |
|  | Monterrey                         | 1                                 |                                   |          |                                  |                                  |               |               |             |             |  |  |                                   |                                   |
|  |                                   |                                   | Liverpool                         | 2        |                                  |                                  |               |               |             |             |  |  |                                   |                                   |
|  |                                   |                                   | Liverpool                         | 2        |                                  |                                  |               |               |             |             |  |  |                                   |                                   |
|  |                                   |                                   | 21 de diciembre – Rayán (Khalifa) |          |                                  |                                  |               |               |             |             |  |  |                                   |                                   |
|  |                                   |                                   |                                   |          |                                  |                                  |               |               |             |             |  |  |                                   |                                   |
|  | Liverpool (t. s.)                 | 1                                 |                                   |          |                                  |                                  |               |               |             |             |  |  |                                   |                                   |
|  | Liverpool (t. s.)                 | 1                                 | 14 de diciembre – Rayán (Jassim)  |          |                                  |                                  |               |               |             |             |  |  |                                   |                                   |
|  |                                   | Flamengo                          | 0                                 |          |                                  |                                  |               |               |             |             |  |  |                                   |                                   |
|  |                                   |                                   | 0                                 | Al-Hilal | 1                                |                                  |               |               |             |             |  |  |                                   |                                   |
|  | 17 de diciembre – Rayán (Khalifa) |                                   |                                   | Al-Hilal | 1                                |                                  |               |               |             |             |  |  |                                   |                                   |
|  |                                   | Espérance de Tunis                | 0                                 |          |                                  |                                  |               |               |             |             |  |  |                                   |                                   |
|  | Flamengo                          | Espérance de Tunis                | 0                                 | 3        |                                  |                                  |               |               |             |             |  |  |                                   |                                   |
|  | Flamengo                          | Quinto puesto                     | Quinto puesto                     | 3        |                                  |                                  | Tercer puesto | Tercer puesto |             |             |  |  |                                   |                                   |
|  |                                   | Quinto puesto                     | Quinto puesto                     |          | Al-Hilal                         | 1                                | Tercer puesto | Tercer puesto |             |             |  |  |                                   |                                   |
|  | Al-Sadd                           | 2                                 | Monterrey (p.)                    | 2 (4)    | Al-Hilal                         | 1                                |               |               |             |             |  |  |                                   |                                   |
|  | Al-Sadd                           | 2                                 | Monterrey (p.)                    | 2 (4)    |                                  |                                  |               |               |             |             |  |  |                                   |                                   |
|  | Espérance de Tunis                | 6                                 | Al-Hilal                          | 2 (3)    |                                  |                                  |               |               |             |             |  |  |                                   |                                   |
|  | Espérance de Tunis                | 6                                 | Al-Hilal                          | 2 (3)    |                                  |                                  |               |               |             |             |  |  |                                   |                                   |
|  | 17 de diciembre – Rayán (Khalifa) | 17 de diciembre – Rayán (Khalifa) |                                   |          |                                  |                                  |               |               |             |             |  |  | 21 de diciembre – Rayán (Khalifa) | 21 de diciembre – Rayán (Khalifa) |

Notas:
- Los horarios corresponden a la hora local de Catar (UTC+3).

### Primera ronda
| 11 de diciembre de 2019 | Al-Sadd                                  | 3:1 (1:1, 1:0) (t. s.) | Hienghène Sport | Estadio Jassim bin Hamad, Rayán                                               |                                                                               |
| 20:30                   | Bounedjah 26' · Hassan 100' · Ró-Ró 114' | Reporte                | Roine 46'       | Asistencia: 7047 espectadores Árbitro(s): Mustapha Ghorbal VAR: Benoît Millot | Asistencia: 7047 espectadores Árbitro(s): Mustapha Ghorbal VAR: Benoît Millot |

### Segunda ronda
| 14 de diciembre de 2019 | Al-Hilal Saudí | 1:0 (0:0) | Espérance de Tunis | Estadio Jassim bin Hamad, Rayán                                               |                                                                               |
| 17:00                   | Gomis 74'      | Reporte   |                    | Asistencia: 7726 espectadores Árbitro(s): Roberto Tobar VAR: Martínez Munuera | Asistencia: 7726 espectadores Árbitro(s): Roberto Tobar VAR: Martínez Munuera |

| 14 de diciembre de 2019 | Monterrey                                          | 3:2 (2:0) | Al-Sadd                    | Estadio Jassim bin Hamad, Rayán                                       |                                                                       |
| 20:30                   | Vangioni 23' · Funes Mori 45+1' · C. Rodríguez 77' | Reporte   | Bounedjah 66' · Hassan 89' | Asistencia: 4878 espectadores Árbitro(s): Ovidiu Haţegan VAR: Fu Ming | Asistencia: 4878 espectadores Árbitro(s): Ovidiu Haţegan VAR: Fu Ming |

### Quinto lugar
| 17 de diciembre de 2019 | Al-Sadd                                     | 2:6 (1:4) | Espérance de Tunis                                         | Estadio Internacional Khalifa, Rayán                                              |                                                                                   |
| 17:30                   | Bounedjah 32' (pen.) · Al-Haidos 49' (pen.) | Reporte   | Elhouni 6', 42', 74' · Badri 13', 25' (pen.) · Derbali 87' | Asistencia: 15 037 espectadores Árbitro(s): Abdelkader Zitouni VAR: Benoît Millot | Asistencia: 15 037 espectadores Árbitro(s): Abdelkader Zitouni VAR: Benoît Millot |

### Semifinales
| 17 de diciembre de 2019 | Flamengo                                                       | 3:1 (0:1) | Al-Hilal Saudí | Estadio Internacional Khalifa, Rayán                                      |                                                                           |
| 20:30                   | De Arrascaeta 49' · Bruno Henrique 78' · Al-Bulaihi 82' (a.g.) | Reporte   | Al-Dawsari 18' | Asistencia: 21 588 espectadores Árbitro(s): Ismail Elfath VAR: Alan Kelly | Asistencia: 21 588 espectadores Árbitro(s): Ismail Elfath VAR: Alan Kelly |

| 18 de diciembre de 2019 | Monterrey      | 1:2 (1:1) | Liverpool                 | Estadio Internacional Khalifa, Rayán                                            |                                                                                 |
| 20:30                   | Funes Mori 14' | Reporte   | Keïta 12' · Firmino 90+1' | Asistencia: 45 416 espectadores Árbitro(s): Roberto Tobar VAR: Esteban Ostojich | Asistencia: 45 416 espectadores Árbitro(s): Roberto Tobar VAR: Esteban Ostojich |

### Tercer lugar
| 21 de diciembre de 2019 | Monterrey                                              | 2:2 (0:1) (4:3 p.)         | Al-Hilal Saudí                                            | Estadio Internacional Khalifa, Rayán                                          |                                                                               |
| 17:30                   | A. González 55' · Meza 60'                             | Reporte                    | Carlos Eduardo 35' · Gomis 66'                            | Asistencia: 19 318 espectadores Árbitro(s): Ovidiu Haţegan VAR: Benoît Millot | Asistencia: 19 318 espectadores Árbitro(s): Ovidiu Haţegan VAR: Benoît Millot |
|                         |                                                        | Tiros desde el punto penal |                                                           |                                                                               |                                                                               |
|                         | J. González · Medina · Funes Mori · Vásquez · Cárdenas |                            | Gomis · Giovinco · Carlos Eduardo · Jang Hyun-soo · Kanno |                                                                               |                                                                               |

## Final
Para más detalle véase Final (2019)
| 1     | POR   | Alisson Becker          |        |
| 66    | DEF   | Trent Alexander-Arnold  |        |
| 12    | DEF   | Joe Gomez               |        |
| 4     | DEF   | Virgil van Dijk         |        |
| 26    | DEF   | Andrew Robertson        |        |
| 8     | MED   | Naby Keïta              | 100'   |
| 15    | MED   | Alex Oxlade-Chamberlain | 75'    |
| 14    | MED   | Jordan Henderson        |        |
| 11    | DEL   | Mohamed Salah           | 120+1' |
| 10    | DEL   | Sadio Mané              |        |
| 9     | DEL   | Roberto Firmino         | 106'   |
| D. T. | D. T. | Jürgen Klopp            |        |

| 1     | POR   | Diego Alves            |      |
| 13    | DEF   | Rafinha                |      |
| 3     | DEF   | Rodrigo Caio           |      |
| 4     | DEF   | Pablo Marí             |      |
| 16    | DEF   | Filipe Luís            |      |
| 5     | MED   | Willian Arão           | 120' |
| 8     | MED   | Gerson                 | 102' |
| 14    | MED   | Giorgian de Arrascaeta | 77'  |
| 7     | MED   | Éverton Ribeiro        | 82'  |
| 27    | MED   | Bruno Henrique         |      |
| 9     | DEL   | Gabriel Barbosa        |      |
| D. T. | D. T. | Jorge Jesús            |      |

| 20 | MED | Adam Lallana    | 75'    |
| 7  | MED | James Milner    | 100'   |
| 27 | DEL | Divock Origi    | 106'   |
| 23 | DEL | Xherdan Shaqiri | 120+1' |

| 11 | DEL | Vitinho        | 77'  |
| 10 | MED | Diego          | 82'  |
| 29 | DEL | Lincoln        | 102' |
| 28 | MED | Orlando Berrío | 120' |

| 99' | Roberto Firmino | 1:0 |

| 45+1' · 81' · 100' · 105' | Sadio Mané Mohamed Salah Roberto Firmino James Milner |

| 90' · 112' | Vitinho Diego |

| Principal  | Abdulrahman Al-Jassim |
| Asistentes | Taleb Al-Marri        |
|            | Saoud Al-Maqaleh      |
| Cuarto     | Mustapha Ghorbal      |
| Quinto     | Mokrane Gourari       |

| VAR            | Juan Martínez Munuera |
| Asistentes VAR | Esteban Ostojich      |
|                | Kyle Atkins           |
|                | Bakary Gassama        |

|                    |     |     |
| Tiros              | 18  | 14  |
| Tiros a puerta     | 6   | 2   |
| Faltas             | 22  | 16  |
| Saques de esquina  | 5   | 7   |
| Fueras de juego    | 3   | 6   |
| Posesión del balón | 48% | 52% |

| Alineación inicial |

| 1     | POR   | Alisson Becker          |        |
| 66    | DEF   | Trent Alexander-Arnold  |        |
| 12    | DEF   | Joe Gomez               |        |
| 4     | DEF   | Virgil van Dijk         |        |
| 26    | DEF   | Andrew Robertson        |        |
| 8     | MED   | Naby Keïta              | 100'   |
| 15    | MED   | Alex Oxlade-Chamberlain | 75'    |
| 14    | MED   | Jordan Henderson        |        |
| 11    | DEL   | Mohamed Salah           | 120+1' |
| 10    | DEL   | Sadio Mané              |        |
| 9     | DEL   | Roberto Firmino         | 106'   |
| D. T. | D. T. | Jürgen Klopp            |        |

| 1     | POR   | Diego Alves            |      |
| 13    | DEF   | Rafinha                |      |
| 3     | DEF   | Rodrigo Caio           |      |
| 4     | DEF   | Pablo Marí             |      |
| 16    | DEF   | Filipe Luís            |      |
| 5     | MED   | Willian Arão           | 120' |
| 8     | MED   | Gerson                 | 102' |
| 14    | MED   | Giorgian de Arrascaeta | 77'  |
| 7     | MED   | Éverton Ribeiro        | 82'  |
| 27    | MED   | Bruno Henrique         |      |
| 9     | DEL   | Gabriel Barbosa        |      |
| D. T. | D. T. | Jorge Jesús            |      |

| 20 | MED | Adam Lallana    | 75'    |
| 7  | MED | James Milner    | 100'   |
| 27 | DEL | Divock Origi    | 106'   |
| 23 | DEL | Xherdan Shaqiri | 120+1' |

| 11 | DEL | Vitinho        | 77'  |
| 10 | MED | Diego          | 82'  |
| 29 | DEL | Lincoln        | 102' |
| 28 | MED | Orlando Berrío | 120' |

| 99' | Roberto Firmino | 1:0 |

| 45+1' · 81' · 100' · 105' | Sadio Mané Mohamed Salah Roberto Firmino James Milner |

| 90' · 112' | Vitinho Diego |

| Principal  | Abdulrahman Al-Jassim |
| Asistentes | Taleb Al-Marri        |
|            | Saoud Al-Maqaleh      |
| Cuarto     | Mustapha Ghorbal      |
| Quinto     | Mokrane Gourari       |

| VAR            | Juan Martínez Munuera |
| Asistentes VAR | Esteban Ostojich      |
|                | Kyle Atkins           |
|                | Bakary Gassama        |

|                    |     |     |
| Tiros              | 18  | 14  |
| Tiros a puerta     | 6   | 2   |
| Faltas             | 22  | 16  |
| Saques de esquina  | 5   | 7   |
| Fueras de juego    | 3   | 6   |
| Posesión del balón | 48% | 52% |

| Alineación inicial |

| 1     | POR   | Alisson Becker          |        |
| 66    | DEF   | Trent Alexander-Arnold  |        |
| 12    | DEF   | Joe Gomez               |        |
| 4     | DEF   | Virgil van Dijk         |        |
| 26    | DEF   | Andrew Robertson        |        |
| 8     | MED   | Naby Keïta              | 100'   |
| 15    | MED   | Alex Oxlade-Chamberlain | 75'    |
| 14    | MED   | Jordan Henderson        |        |
| 11    | DEL   | Mohamed Salah           | 120+1' |
| 10    | DEL   | Sadio Mané              |        |
| 9     | DEL   | Roberto Firmino         | 106'   |
| D. T. | D. T. | Jürgen Klopp            |        |

| 1     | POR   | Diego Alves            |      |
| 13    | DEF   | Rafinha                |      |
| 3     | DEF   | Rodrigo Caio           |      |
| 4     | DEF   | Pablo Marí             |      |
| 16    | DEF   | Filipe Luís            |      |
| 5     | MED   | Willian Arão           | 120' |
| 8     | MED   | Gerson                 | 102' |
| 14    | MED   | Giorgian de Arrascaeta | 77'  |
| 7     | MED   | Éverton Ribeiro        | 82'  |
| 27    | MED   | Bruno Henrique         |      |
| 9     | DEL   | Gabriel Barbosa        |      |
| D. T. | D. T. | Jorge Jesús            |      |

| 20 | MED | Adam Lallana    | 75'    |
| 7  | MED | James Milner    | 100'   |
| 27 | DEL | Divock Origi    | 106'   |
| 23 | DEL | Xherdan Shaqiri | 120+1' |

| 11 | DEL | Vitinho        | 77'  |
| 10 | MED | Diego          | 82'  |
| 29 | DEL | Lincoln        | 102' |
| 28 | MED | Orlando Berrío | 120' |

| 99' | Roberto Firmino | 1:0 |

| 45+1' · 81' · 100' · 105' | Sadio Mané Mohamed Salah Roberto Firmino James Milner |

| 90' · 112' | Vitinho Diego |

| Principal  | Abdulrahman Al-Jassim |
| Asistentes | Taleb Al-Marri        |
|            | Saoud Al-Maqaleh      |
| Cuarto     | Mustapha Ghorbal      |
| Quinto     | Mokrane Gourari       |

| VAR            | Juan Martínez Munuera |
| Asistentes VAR | Esteban Ostojich      |
|                | Kyle Atkins           |
|                | Bakary Gassama        |

|                    |     |     |
| Tiros              | 18  | 14  |
| Tiros a puerta     | 6   | 2   |
| Faltas             | 22  | 16  |
| Saques de esquina  | 5   | 7   |
| Fueras de juego    | 3   | 6   |
| Posesión del balón | 48% | 52% |

| Alineación inicial |

| 1     | POR   | Alisson Becker          |        |
| 66    | DEF   | Trent Alexander-Arnold  |        |
| 12    | DEF   | Joe Gomez               |        |
| 4     | DEF   | Virgil van Dijk         |        |
| 26    | DEF   | Andrew Robertson        |        |
| 8     | MED   | Naby Keïta              | 100'   |
| 15    | MED   | Alex Oxlade-Chamberlain | 75'    |
| 14    | MED   | Jordan Henderson        |        |
| 11    | DEL   | Mohamed Salah           | 120+1' |
| 10    | DEL   | Sadio Mané              |        |
| 9     | DEL   | Roberto Firmino         | 106'   |
| D. T. | D. T. | Jürgen Klopp            |        |

| 1     | POR   | Diego Alves            |      |
| 13    | DEF   | Rafinha                |      |
| 3     | DEF   | Rodrigo Caio           |      |
| 4     | DEF   | Pablo Marí             |      |
| 16    | DEF   | Filipe Luís            |      |
| 5     | MED   | Willian Arão           | 120' |
| 8     | MED   | Gerson                 | 102' |
| 14    | MED   | Giorgian de Arrascaeta | 77'  |
| 7     | MED   | Éverton Ribeiro        | 82'  |
| 27    | MED   | Bruno Henrique         |      |
| 9     | DEL   | Gabriel Barbosa        |      |
| D. T. | D. T. | Jorge Jesús            |      |

| 20 | MED | Adam Lallana    | 75'    |
| 7  | MED | James Milner    | 100'   |
| 27 | DEL | Divock Origi    | 106'   |
| 23 | DEL | Xherdan Shaqiri | 120+1' |

| 11 | DEL | Vitinho        | 77'  |
| 10 | MED | Diego          | 82'  |
| 29 | DEL | Lincoln        | 102' |
| 28 | MED | Orlando Berrío | 120' |

| 99' | Roberto Firmino | 1:0 |

| 45+1' · 81' · 100' · 105' | Sadio Mané Mohamed Salah Roberto Firmino James Milner |

| 90' · 112' | Vitinho Diego |

| Principal  | Abdulrahman Al-Jassim |
| Asistentes | Taleb Al-Marri        |
|            | Saoud Al-Maqaleh      |
| Cuarto     | Mustapha Ghorbal      |
| Quinto     | Mokrane Gourari       |

| VAR            | Juan Martínez Munuera |
| Asistentes VAR | Esteban Ostojich      |
|                | Kyle Atkins           |
|                | Bakary Gassama        |

|                    |     |     |
| Tiros              | 18  | 14  |
| Tiros a puerta     | 6   | 2   |
| Faltas             | 22  | 16  |
| Saques de esquina  | 5   | 7   |
| Fueras de juego    | 3   | 6   |
| Posesión del balón | 48% | 52% |

| Alineación inicial |

|                       |
| Bandera de Inglaterra |
| Campeón Liverpool     |
| 1.er título           |

## Estadísticas

### Tabla de rendimiento
| Pos | Club               | Puntos | PJ | PG | PE | PP | GF | GC | Dif. | Rend. |
| --- | ------------------ | ------ | -- | -- | -- | -- | -- | -- | ---- | ----- |
| 1   | Liverpool          | 6      | 2  | 2  | 0  | 0  | 3  | 1  | +2   | 100%  |
| 2   | Flamengo           | 3      | 2  | 1  | 0  | 1  | 3  | 2  | +1   | 50%   |
| 3   | Monterrey          | 4      | 3  | 1  | 1  | 1  | 6  | 6  | 0    | 44%   |
| 4   | Al-Hilal Saudí     | 4      | 3  | 1  | 1  | 1  | 4  | 5  | -1   | 44%   |
| 5   | Espérance de Tunis | 3      | 2  | 1  | 0  | 1  | 6  | 3  | +3   | 50%   |
| 6   | Al-Sadd            | 3      | 3  | 1  | 0  | 2  | 7  | 10 | -3   | 33%   |
| 7   | Hienghène Sport    | 0      | 1  | 0  | 0  | 1  | 1  | 3  | -2   | 0%    |

Actualizado al 21 de diciembre de 2019.

### Tabla de goleadores
Al goleador le corresponde la Bota de oro del campeonato, al segundo goleador la Bota de plata y al tercero la Bota de bronce.
| Jugador                                                             | Club               | Anotado | Minutos jugados |
| ------------------------------------------------------------------- | ------------------ | ------- | --------------- |
| Hamdou Elhouni                                                      | Espérance de Tunis | 3       | 177'            |
| Baghdad Bounedjah                                                   | Al-Sadd            | 3       | 300'            |
| Roberto Firmino                                                     | Liverpool          | 2       | 110'            |
| Rogelio Funes Mori                                                  | Monterrey          | 2       | 144'            |
| Abdelkarim Hassan                                                   | Al-Sadd            | 2       | 180'            |
| Bafétimbi Gomis                                                     | Al-Hilal           | 2       | 202'            |
| Anice Badri                                                         | Espérance de Tunis | 2       | 234'            |
| Actualizado al último partido disputado el 21 de diciembre de 2019. |                    |         |                 |

### Jugadores con tres o más goles en un partido
| Pos. | Jugador        | Goles | Fecha                   | Local   |                  | Resultado |                  | Visitante          | Reporte                                                                |
| ---- | -------------- | ----- | ----------------------- | ------- | ---------------- | --------- | ---------------- | ------------------ | ---------------------------------------------------------------------- |
| 1    | Hamdou Elhouni | 3     | 17 de diciembre de 2019 | Al-Sadd | Bandera de Catar | 2 - 6     | Bandera de Túnez | Espérance de Tunis | Quinto puesto Archivado el 17 de diciembre de 2019 en Wayback Machine. |

### Premio Fair Play
El premio Fair Play de la FIFA se lo otorga al equipo participante que haya logrado el juego más limpio en el campeonato.
| Equipo             |
| Espérance de Tunis |
| ------------------ |

### Premio Alibaba Cloud
El premio Alibaba Cloud es entregado al mejor jugador de la final.
| Jugador         | Equipo    |
| Roberto Firmino | Liverpool |
| --------------- | --------- |

### Balones de Oro, Plata y Bronce Adidas
El Balón de Oro Adidas es un reconocimiento entregado por la firma alemana de indumentaria patrocinante del Mundial de Clubes, para el mejor jugador del torneo. Asimismo, también son entregados los Balones de Plata y Bronce para los considerados segundo y tercero mejores jugadores del torneo, respectivamente.
| Jugador        | Equipo         |
| -------------- | -------------- |
| Mohamed Salah  | Liverpool      |
| Bruno Henrique | Flamengo       |
| Carlos Eduardo | Al-Hilal Saudí |